# اوهام (جمهوری آفریقای مرکزی)
اوهام (جمهوری آفریقای مرکزی) (به لاتین: Ouham) یک استان در جمهوری آفریقای مرکزی است.

## خصوصیات
اوهام ۵۰٬۲۵۰ کیلومترمربع مساحت و ۳۶۹٬۲۲۰ نفر جمعیت دارد.